# Gloucester General Infirmary
Das Gloucester Infirmary ist die Gründung durch eine karitative Vereinigung der Untertanen des britischen Gloucestershires aus dem Jahre 1754. Später, nach dem Jahre 1909, durfte die Einrichtung den Ehrentitel Royal führen Gloucestershire Royal Hospital.

## Gründungsgeschichte
Schon im Jahre 1702 gehörte Gloucester zu einer der ersten Städte, die eine Betreuung in der Armenpflege etabliert hatten. So war etwa ein Armenhaus von 1703 bis 1704 in Betrieb genommen worden.
Im Jahre 1754 beschlossen wohlwollende und wohlhabende Menschen in der Stadt- und dem Umland von Gloucester, eine karitative Vereinigung zum Zwecke der Begründung und Bereitstellung der entsprechenden Mittel für die Heilung von Kranken und Lahmen des Countys. Ihr Ziel war die Errichtung der Gloucester General Infirmary.
Um Verzögerungen bei der Unterbringung der Armen und Kranken zu verhindern, wurde zunächst der Gasthof, Crown & Sceptre Inn, in der Westgate Street von Gloucester für eine Summe von £ 300 erworben, und als provisorisches Krankenhaus ausgestattet, und am Donnerstag, den 14. August 1755 für die sofortige Aufnahme von Patienten eröffnet. Im Übrigen wurde das Old Infirmary (Crown & Sceptre Inn) im Jahre 1765 verkauft.
Zu diesem Anlass fand, mit den Honoratioren in der Grafschaft und der Stadt Gloucester, eine Einweihungsfeier in der Gloucester Cathedral statt, gefolgt von einem Abendessen im Hotel Bell.
Am Samstag, den 18. Juli 1761 wurde das neue Gebäude der Gloucester General Infirmary eröffnet. Es war mit einem Kostenaufwand von £ 6.200 gebaut worden. Wieder fand ein Gottesdienst in der  Gloucester Cathedral und ein Abendessen diesmal im Kings Head Hotel, unter dem Vorsitz von Sir Onesiphorus Paul, 1st Baronet (1705–1774) statt.
Im Jahre 1813 wurde das Squirrell Inn und andere an der Südseite der Grundstücksgrenzen des Infirmary gelegene Areale für insgesamt £ 1.000 hinzugekauft. Im Jahre 1827 errichtete man den Südflügel zur Aufnahme von weiteren 54 Patienten zu einem Preis von £ 4.745. Hierdurch stieg die Bettenzahl auf 170 an. Im Jahre 1877 wurde eine Krankenhauspflegeschule gegründet die als Ausbildungsstätte für Krankenschwestern diente.
Am Mittwoch, den 23. Juni 1909 besuchte H.M. King Edward VII die Royal Agricultural Show in Gloucester  und er gestattete von nun an den das Präfix „Royal“ in den Namen der  Institution zu tragen. In Anerkennung an die bewundernswerte Arbeit der Verantwortlichen des Managements und in den erfolgreichen Bemühungen der Mitarbeiter in der Verhütung und Linderung menschlicher Leiden.